# Robert Carricart
Robert Carricart (né le 18 janvier 1917 à Bordeaux en France et décédé le 3 mars 1993  à Los Angeles en Californie est un acteur américain.

## Filmographie sélective

### Cinéma
- 1958 : Jet Attack de Edward L. Cahn : Col. Kuban
- 1958 : L'Orchidée noire de Martin Ritt : Priest
- 1961 : Hold-up au quart de seconde (titre original Blueprint for Robbery) de Jerry Hopper : Gyp Grogan
- 1961 : Run Across the River de Everett Chambers
- 1962 : Le Shérif de ces dames de Gordon Douglas : Blackie
- 1963 : L'offrande (en) (Dime with a Halo) de Boris Sagal : Cashier
- 1963 : L'Idole d'Acapulco de Richard Thorpe : Jose Garcia
- 1964 : Les Sept Voleurs de Chicago de Gordon Douglas : Blue Jaw
- 1964 : La flèche sanglante (titre original : Blood on the Arrow (en)) de Sidney Salkow : Kai-La
- 1965 : Le Californien (titre original :Guns of Diablo) de Boris Sagal : Mendez
- 1965 : Les Éperons noirs de R. G. Springsteen : El Pescadore
- 1965 : Sur la piste des Apaches (titre original : Apache Uprising) de R. G. Springsteen : Chico Lopez
- 1966 : Qu'as-tu fait à la guerre, papa ? de Blake Edwards : Cook
- 1968 : Les Rêves érotiques de Paula Schultz de George Marshall : Rocco
- 1968 : Pancho Villa (titre original : Villa Rides) de Buzz Kulik : Don Luis
- 1968 : The Pink Jungle de Delbert Mann : Benavides
- 1969 : L'ouest en feu (titre original : Land Raiders) de Nathan Juran : Julio Rojas
- 1973 : Don Angelo est mort de Richard Fleischer : Mike Spada
- 1980 : Captain Avenger de Martin Davidson : Reporter
- 1988 : Milagro de Robert Redford : Coyote Angel
- 1989 : Cold Justice de Terry Green : Paco
- 1990 : Eternity (en) de Steven Paul (en) : Grandfather / Domingo

### Télévision

#### Séries télévisées
- 1950 : Believe It or Not : The Frightened City (saison 2 épisode 12)
- 1952 : Schlitz Playhouse of Stars : Autumn in New York (saison 1 épisode 33) : Jean
- 1956 : I Spy : The Man Who Saved Moscow (saison 1 épisode 8) : Voukelitch
- 1956 : Studio One : Flight (saison 8 épisode 38) : Thomas
- 1957 : The Court of Last Resort : The James Dawson Case (saison 1 épisode 9) : Hallas
- 1958 : Flight : Sky Hook (saison 1 épisode 6)
- 1958 : The Walter Winchell File : The Stop-over (saison 1 épisode 26)
- 1958 : Suspicion : Death Watch (saison 1 épisode 34) : Frankie Peters
- 1958 : Man with a Camera : The Warning (saison 1 épisode 2) : Carver
- 1958 : Au nom de la loi : Service rendu (The Favor) (saison 1 épisode 11) : George Evans
- 1958 : Peter Gunn : The Torch (saison 1 épisode 12) : The Torch
- 1958 : Shirley Temple's Storybook (en) : Ali Baba and the 40 Thieves (saison 1 épisode 14) : Koali
- 1959 : The Third Man : Confessions of an Honest Man (saison 1 épisode 1) : Verdu
- 1959 : Closed Doors : Mightier Than the Sword (saison 1 épisode 22) : Feodor Mashay
- 1959 : Yancy Derringer : Fire on the Frontier (saison 1 épisode 26) : Thaddeus Stevens
- 1959 : Bat Masterson : The Romany Knives (saison 1 épisode 36) : Mitgar
- 1959 : 21 Beacon Street : Break In (saison 1 épisode 7) : Gorros
- 1959 : The Lawless Years : The Ray Baker Story (saison 1 épisode 15) : Earl Colman
- 1959 : The Lawless Years : The Morrison Story (saison 1 épisode 17) : Holly Ross
- 1959 : Tightrope : Stand on Velvet (saison 1 épisode 4) : Harrison
- 1959 : The Detectives : Shot in the Dark (saison 1 épisode 2) : Mr. Lavelli
- 1959 : Johnny Staccato : Le Prédicateur (Evil) (saison 1 épisode 7) : Barney George
- 1959 : Johnny Staccato : Meurtre en hi-fi (Murder in Hi-Fi) (saison 1 épisode 8) : Pete Sharvi
- 1959 : The DuPont Show with June Allyson : The Wall Between (saison 1 épisode 11) : Brohs
- 1959 : Peter Gunn : The Price Is Murder (saison 2 épisode 11) : Charlie Walsh
- 1959 : Aventures dans les îles : Hantise (Haunted) (saison 1 épisode 11) : Doctor
- 1959 : Tales of Wells Fargo : Wanted: Jim Hardie (saison 4 épisode 15) : Pedro
- 1959 : Alcoa Presents: One Step Beyond : The Aerialist (Saison 1 épisode 15) : Gino Patruzzio
- 1959 : Les Incorruptibles : Le Scandaleux Verdict (The Dutch Schultz Story) (saison 1 épisode 11) : Charles 'Lucky' Luciano
- 1960 : This Man Dawson : The Bank Robbers (saison 1 épisode 33) : Haynes
- 1960 : Bonne chance M. Lucky : Maggie the Witness (saison 1 épisode 12) : Willie
- 1960 : Five Fingers : A Shot in the Dark (saison 1 épisode 15) : Dr Alvarez
- 1960 : Wichita Town : Brothers of the Knife (saison 1 épisode 19) : Scotty Micelli
- 1960 : Startime : The Young Juggler (saison 1 épisode 26) : Brother Franc
- 1960 : M Squad : Diary of a Bomber (saison 3 épisode 28) : John W. Raffel
- 1960 : Markham : Coercion (saison 1 épisode 46) : Dale - Henchman
- 1960 : Johnny Ringo : Lobo Lawman (saison 1 épisode 37) : Gonzales
- 1960 : Wrangler : Encounter at Elephant Butte (saison 1 épisode 6) : Laredo
- 1960 : Échec et mat : Lady on the Brink (saison 1 épisode 4) : Edward Joslin
- 1960 : Tales of Wells Fargo : Leading Citizen (saison 5 épisode 8) : Coley Davis
- 1960 : Zane Grey Theater : The Last Bugle (saison 5 épisode 7) : Patino
- 1960 : Thriller : The Big Blackout (saison 1 épisode 12) : Nick Fisher
- 1960 : Les Incorruptibles : Pigeon d'argile (Clay Pigeon : Jack 'Legs' Diamond) (saison 2 épisode 2) : Lucky Luciano
- 1961 : Hong Kong : Lesson in Fear (saison 1 épisode 15) : Talbot
- 1961 : Perry Mason : Satyre au sang (The Case of the Waylaid Wolf) (Saison 4 épisode 16) : Orvel Kingman
- 1961 : Alcoa Presents: One Step Beyond : Person Unknown (Saison 3 épisode 20) : Captain Alvarez
- 1961 : Outlaws (en) : The Sooner (Saison 1 épisode 22) : Moretti
- 1961 : Shirley Temple's Storybook (en) : The Return of Long John Silver (saison 2 épisode 21) : Tonio
- 1961 : Shirley Temple's Storybook (en) : Two for the Road (saison 2 épisode 25) : Pariente
- 1961 : Cain's Hundred : Blue Water, White Beach (saison 1 épisode 3)
- 1961 : Have Gun - Will Travel : A Quiet Night in Town: Part 1 (saison 4 épisode 17) : Joselito Kincaid
- 1961 : Have Gun - Will Travel : A Quiet Night in Town: Part 2 (saison 4 épisode 18) : Joselito Kincaid
- 1961 : Have Gun - Will Travel : Duke of Texas (saison 4 épisode 31) : General Pablo Mendez
- 1961 : Have Gun - Will Travel : A Knight to Remember (saison 5 épisode 13) : Dirty Dog
- 1961 : The Roaring 20's : Big Town Blues (saison 1 épisode 13) : Frankie Cardos
- 1961 : The Roaring 20's : Blondes Prefer Gentlemen (saison 2 épisode 11) : Otto
- 1961 : Les Incorruptibles : Forte tête (Hammerlock) (saison 3 épisode 10) : Lepke
- 1962 : 87th Precinct : Main Event (saison 1 épisode 15) : Frankie Spain
- 1962 : Les Incorruptibles : Entre l'amour et la haine (Pressure) (saison 3 épisode 26) : Charles 'Lucky' Luciano
- 1962 : Bonanza : Le déserteur (The Deserter) (saison 4 épisode 5) : Myoka
- 1963 : Les Hommes volants : Semper Paratus Any Time (saison 2 épisode 32)
- 1963 : Les Incorruptibles : Le Globe de la mort (Globe of Death) (saison 4 épisode 18) : Sam Weidman
- 1963 : Bonanza : Un étranger est passé (A Stranger Passed This Way) (saison 4 épisode 23) : Klaas Vandervort
- 1963 : The Lloyd Bridges Show : A Personal Matter (saison 1 épisode 20) : Dr Moncada
- 1963 : The Lloyd Bridges Show : Without Wheat There Is No Bread (saison 1 épisode 32) : the Stationmaster
- 1963 : Les Voyages de Jaimie McPheeters : The Day of Leaving (saison 1 épisode 1) : Slater
- 1963 : Combat ! : Thunder from the Hill (saison 2 épisode 14) : Diebold
- 1964 : Les Voyages de Jaimie McPheeters : The Day of the Reckoning (saison 1 épisode 26) : Mendez
- 1964 : Des agents très spéciaux : Échec à la dame (The Quadripartite Affair) (saison 1 épisode 3) : Prof. Enver Karadian
- 1964 : Mickey : Honest Injun (saison 1 épisode 10) : Medicine Man
- 1965 : Les Aventuriers du Far West : A Bell for Volcano (saison 13 épisode 14) : Gomez
- 1965 : Le Proscrit : Survival (saison 1 épisode 1) : Navajo
- 1965 : Combat ! : The Convict (saison 3 épisode 22) : Lambrelle
- 1965 : The Andy Griffith Show : Banjo-Playing Deputy (saison 5 épisode 32): Frankie
- 1965 : Honey West : In the Bag (saison 1 épisode 8) : Mr. Arkudian
- 1965 : Max la Menace : Ma tête est mise à prix (Our Man in Leotards) (saison 1 épisode 8) : Julio
- 1966 : Les Espions : Quetzalcoatl (A Day Called 4 Jaguar) (saison 1 épisode 23) : Doctor
- 1966 : Annie, agent très spécial : Petit John Doe (The Little John Doe Affair) (saison 1 épisode 13) : Ugo
- 1966 : Au cœur du temps : À la veille du 6 juin (saison 1 épisode 15) : Mirabeau
- 1966 : T.H.E. Cat : To Kill a Priest' '(saison 1 épisode 1) : Pepe Cordoza
- 1966 : T.H.E. Cat : Sandman (saison 1 épisode 2) : Pepe Cordoza
- 1966 : T.H.E. Cat : Payment Overdue (saison 1 épisode 3) : Pepe Cordoza
- 1966 : T.H.E. Cat : Little Arnie from Long Ago (saison 1 épisode 5) : Pepe Cordoza
- 1966 : T.H.E. Cat : None to Weep, None to Mourn (saison 1 épisode 6) : Pepe Cordoza
- 1966 : T.H.E. Cat : Moment of Truth (saison 1 épisode 7) : Pepe Cordoza
- 1966 : T.H.E. Cat : Marked for Death (saison 1 épisode 8) : Pepe Cordoza
- 1966 : T.H.E. Cat : To Bell T.H.E. Cat (saison 1 épisode 10) : Pepe Cordoza
- 1966 : T.H.E. Cat : Curtains for Miss Winslow (saison 1 épisode 11) : Pepe Cordoza
- 1966 : T.H.E. Cat : King of Limpets (saison 1 épisode 12) : Pepe Cordoza
- 1966 : T.H.E. Cat : The System (saison 1 épisode 13) : Pepe Cordoza
- 1966 : T.H.E. Cat : The Canary Who Lost His Voice (saison 1 épisode 14) : Pepe Cordoza
- 1967 : T.H.E. Cat : Queen of Diamonds, Knave of Hearts (saison 1 épisode 16) : Pepe Cordoza
- 1967 : T.H.E. Cat : A Slight Family Trait (saison 1 épisode 18) : Pepe Cordoza
- 1967 : T.H.E. Cat : If Once You Fail (saison 1 épisode 19) : Pepe Cordoza
- 1967 : T.H.E. Cat : Design for Death (saison 1 épisode 20) : Pepe Cordoza
- 1967 : T.H.E. Cat : Matter Over Mindt (saison 1 épisode 20) : Pepe Cordoza
- 1967 : T.H.E. Cat : Lisa (saison 1 épisode 26) : Pepe Cordoza
- 1967 : La Grande Vallée : Joaquin (saison 3 épisode 1) : Benito Flores
- 1967 : Le Grand Chaparral : The Firing Wall (saison 1 épisode 16) : Entrepreneur de pompes funèbres
- 1969 : Dragnet 1967 : B.O.D.: DR-27 (saison 3 épisode 15) : Pepe Mr. Diedrich
- 1969 : Room 222 : Our Teacher Is Obsolete (saison 1 épisode 8) : Ralph
- 1969 : Room 222 : Alice in Blunderland (saison 1 épisode 11) : Fred
- 1970 : Room 222 : Goodbye, Mr. Hip (saison 1 épisode 19) : Fred
- 1970 : Les Règles du jeu : The Takeover (saison 2 épisode 17) : Colonel Kraton
- 1970 : Mission impossible : Gitano (Gitano) (saison 4 épisode 18) : Erdos
- 1971 : Le Grand Chaparral : The New Lion of Sonora (saison 4 épisode 14) : Proprietor
- 1974 : Chico and the Man (en) : Lifestyle (saison 1 épisode 7) : Percival Beltran
- 1975 : Kojak : Une femme libérée (Life, Liberation and the Pursuit of Death) (saison 3 épisode 7) : Mr. Viliano
- 1976 : Columbo : Question d'honneur (saison 5 épisode 4) : Hector Rangel
- 1976 : Les Rues de San Francisco : En pays étranger (Alien Country) (saison 4 épisode 22) : Bernardo Medina
- 1978 : Meeting of Minds : Douglass/Tz'u-Hsi/Beccaria/DeSade: Part 1 (saison 2 épisode 3) : Cesare Beccaria
- 1978 : Meeting of Minds : Douglass/Tz'u-Hsi/Beccaria/DeSade: Part 2 (saison 2 épisode 4) : Cesare Beccaria
- 1978 : Greatest Heroes of the Bible : The Story of Moses: Part 1
- 1978 : Greatest Heroes of the Bible : The Story of Moses: Part 2
- 1978 : Greatest Heroes of the Bible : The Judgment of Solomon : Hesed
- 1983 : Manimal : Manimal (saison 1 épisode 1) : Old man
- 1987 : La Malédiction du loup-garou : Let Us Prey (saison 1 épisode 10) : Father Mikhail

#### Téléfilms
- 1960 : Captain Brassbound's Conversion de George Schaefer : Marzo
- 1964 : See How They Run (en) de David Lowell Rich
- 1968 : To Die in Paris de Charles S. Dubin et Allen Reisner : Scordetti
- 1974 : Le Signe de Zorro de Don McDougall : Dockworker
- 1976 : The Hemingway Play de Don Taylor